# Reel
Reel (englisch; irisch ríl oder cor; schottisch-gälisch righil, righle) bezeichnet sowohl einen ursprünglich schottischen Volkstanz als auch die diesem zugrunde liegende Melodie in einem schnellen 2⁄2-Takt („kleines Allabreve“). Das Tempo eines Reel beträgt üblicherweise etwa 100–120 bpm (halbe Noten je Minute), also 50–60 Takte pro Minute (TPM); Reels werden jedoch auch, je nach Musiker und Tune, sowohl langsamer als auch schneller gespielt. Zum Tanzen ist generell ein höheres Tempo gefordert.

## Schottland
Der Reel ist der charakteristische Tanz des schottischen Hochlands. Der Name ist alt und wahrscheinlich altnordischer Herkunft. Als ruidhle, righil usw. ist der Name auch in die gälische Sprache eingegangen.
Der erste Beleg für den Namen stammt aus dem Jahr 1590. In Newes from Scotland wird erwähnt, dass die der Hexerei angeklagte Agnes Thompson zugab, zusammen mit zweihundert anderen Hexen einen reill getanzt zu haben („… daunced this reill or short dance…“). Wahrscheinlich war der Reel bereits Anfang des 16. Jahrhunderts verbreitet. Möglicherweise geht er auf die im selben Jahrhundert in Frankreich aufgekommene Haye zurück.

### Der Highland Reel

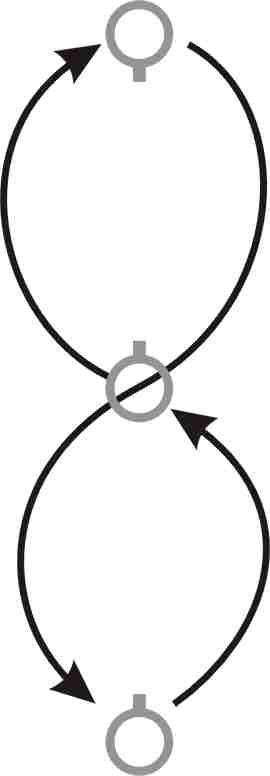
Rechtsschultriger „Reel of three“

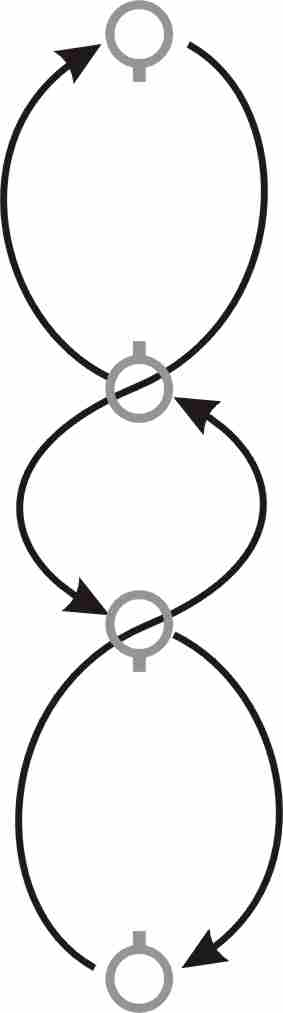
„Reel of four“

In seiner Grundform wurde der Reel von drei oder vier Personen getanzt, die gleichzeitig eine Art Achterfigur tanzen. Diese Form ist als Tanzfigur (Reel of three oder Reel of four) noch immer Bestandteil des modernen Highland Dancing und des Scottish Country Dance. (Die gleiche Figur kommt unter dem Namen Haye, Hey oder deutsch Hecke auch in Volkstänzen anderer Nationen vor.) Im Laufe der Zeit ging der Name auf die Melodien über, und schließlich auf alle Tänze, die zu diesen Melodien getanzt wurden.
Diese ursprüngliche Form, später auch „Highland Reel“ oder „Scotch Reel“ genannt, war bis über das 18. Jahrhundert hinaus der beliebteste Tanz der gälisch sprechenden Schotten, der auf Céilidhs oder Hochzeiten überall getanzt wurde.
Bereits im 18. Jahrhundert war der Scotch Reel in England bekannt. Giovanni Gallini bezeichnet ihn als „komischen“ Tanz, bewundert aber auch die lebhaften, brillanten Schritte:

“It is to the Highlanders in North-Britain, that I am told we are indebted for a dance in the comic vein, called the Scotch Reel, executed generally, and I believe always in trio, or by three. When well danced, it has a very pleasing effect: and indeed nothing can be imagined more agreeable, or more lively and brilliant, than the steps in many of the Scotch Dances.”

Im 19. Jahrhundert wurde der Reel in England und Irland neben den Country Dances in den Ballsälen getanzt, und auch an den meisten europäischen Höfen. Thomas Wilson, ein Londoner Tanzlehrer, gab um 1815 eine Beschreibung der „Old Scotch threesome and foursome Reels“:

“… in their construction, they consist merely of the Country Dance Figure of hey, with alternate setting. The threesome Reel or Reel of three … is composed of three persons, placed in a direct line, and is commenced by the three persons setting; the centre person setting half the time to one, and then turning and setting the remainder of the time to the other, and turning back again the centre person afterwards strikes the hey with the other two, and so finish the strain of the music and the Reel together, leaving one of the other persons in the centre, who commences the Reel, &c. as before. The foursome Reel, or Reel of four, is composed of four persons, placed in a direct line, facing each other, two and two, who thus begin, and after setting out the time of one strain to their partners, without turning, they hey till the next strain is finished, which also finishes the Reel.”

Der Reel bestand aus zwei Teilen, die sich entsprechend den Phrasen der Musik abwechselten: dem „Travelling“ und dem „Setting“. Beim Travelling tanzten die Tänzer die genannte Achterfigur. Beim Setting tanzte jeder für sich auf der Stelle, wobei verschiedene, anspruchsvolle Schritte verwenden wurden, die den Tänzern Gelegenheit gaben, ihre individuelle Geschicklichkeit zu zeigen.
Im Highland Dancing wird der Highland Reel bis heute in dieser Form getanzt. Vier Tänzer tanzen zunächst die Achterfigur (Takt 1–8), danach folgen in den Takten 9–16 verschiedene Settings. Das Tempo beträgt 100–108 bpm, als Musik dient ein beliebiger schottischer Reel.

### Scottish Country Dance
Bereits im 18. Jahrhundert waren die englischen Country Dances nach Schottland gelangt, zunächst in die Ballsäle der größeren Städte. Diese neuen Tänze wurden bald mit dem alten Reel vermischt. Daneben hat sich aber auch, wie Thomas Wilsons Beschreibung zeigt, der alte Volkstanz in seiner Grundform bis ins 19. Jahrhundert erhalten.
Bereits in der ältesten Sammlung von schottischen Country Dances, dem Menzies Manuscript von 1749, sind Tänze enthalten, die die Bezeichnung Reel im Titel tragen, jedoch eindeutig Kontratänze sind, zum Beispiel:

“Mr. Jack Stewart’s Reel

1st man sets to the 2d woman then the 1st woman sets to the 2d man, then cross over two pair lead up through the middle sett & cast off then the 1st pair goes four hands round, above & below & reels at the sides”

Meist enthalten diese Tänze die typische Achterfigur, die hier (und im Scottish Country Dance bis heute) ebenfalls reel genannt wird. Thomas Wilson nannte diese Figur hey, im Highland Dancing heißt sie dagegen figure of eight. Heute werden im Scottish Country Dance all die Tänze als Reel bezeichnet, die zu Reel-Tunes getanzt werden.

### Der Reel als Musikform
Reels sind schnelle Musikstücke im 2/2-Takt. Eine Notierung im 4/4-Takt ist üblich, aber genau genommen nicht korrekt: Ein Takt hat zwei Schläge von je einer halben Note Dauer, die Betonung liegt auf dem ersten und fünften Achtel eines Taktes (siehe Notenbeispiele). Die Melodien bestehen weitgehend aus Achtelnoten. Reels haben praktisch immer eine AABB-Struktur, wobei die Teile A und B aus jeweils vier Takten bestehen, die wiederholt werden. Man findet auch Teile von acht Takte Länge, dann aber ohne Wiederholung. In jedem Fall ergibt sich eine Folge aus achttaktigen Abschnitten, die der Struktur des Highland Reels entspricht: acht Takte Travelling in der Reel-Figur und acht Takte Setting.

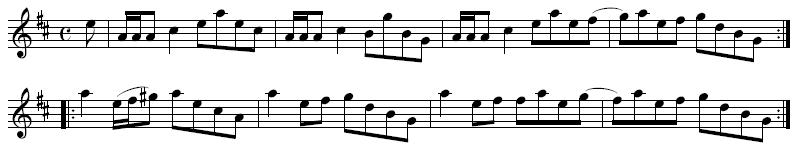
Blair Drummond’s Reel. In: Robert Bremner: Collection of Scots Reels or Country Dances with a Bass for the Violoncello or Harpsichord. Edinburgh 1757–61.

Eine Variante des Reels war der Strathspey Reel. Zunächst wurde so eine lokale Spielweise des Reels aus der Strathspey-Region genannt. Bereits im 18. Jahrhundert entwickelte sich daraus eine eigenständige Musikform.

Drummond’s Rant In: James Stewart-Robertson: Athole Collection of the Dance Music of Scotland. Edinburgh 1884.

Eine andere Variante war der Rant. Diese Bezeichnung findet sich in den Namen zahlreicher Stücke, die heute als Reel oder Strathspey klassifiziert werden. Ein Tanz mit diesem Namen ist nicht bekannt. Die Unterschiede zwischen Rants und Reels sind minimal; Rants sind sehr lebhafte Stücke, in denen sich häufig Figuren aus zwei Sechzehntel- und einer Achtelnote finden. Nach Emmerson entspricht der Rant einem Scots Measure, wenn man dessen Acht-Takt-Phrasen – bei Halbierung der Notenwerte – auf vier Takte komprimiert. Der Rant verhält sich damit zum langsameren Scots Measure ähnlich wie der Reel zur 4/4-Hornpipe. Das für die Scots Measures typische „Di-dam-dam“-Motiv aus drei Viertelnoten am Phrasenende findet sich auch im Rant, verkürzt zu drei Achtelnoten (s. Notenbeispiel).

### Pipe-Musik
Reels gehörten schon immer zur schottischen Dudelsack-Musik: In den ältesten Sammlungen aus dem 18. Jahrhundert sind Reels die häufigsten Tanzmelodien. Bis heute gehören Reels zu den wichtigsten Dudelsackstücken, die noch immer neu komponiert und von Pipe Bands und Solo-Pipern gespielt werden.
Auch die Pipe Reels stehen im 2/2-Takt und bestehen aus zwei oder mehr Abschnitten („parts“) von je acht Takten Länge (oder vier Takten mit Wiederholung). Das Tempo variiert von etwa 84 bpm für komplexe Competition type Reels bis zu 104–120 bpm für Tanzmusik.
Ursprünglich wurden die Pipe Reels nicht oder nur schwach punktiert gespielt (wie die irischen Reels, s. u.) Joseph MacDonald schrieb 1760, das punktierte Spielen („dot and tick“) im Stil der Fiddle sei bei der Pipe nicht üblich:

“The Pipe also plays all the Violin Dancing Musick (within its Compass) very well but as they deviate from its proper style (a great many of them) they cannot be So properly Cut & chiefly on account of the small Dote & Tich [dot and tick] as this never is peculiar to the Pipe.”

Bis zur ersten Hälfte des 20. Jahrhunderts wurden Pipe Reels ohne Punktierung geschrieben und höchstwahrscheinlich auch so gespielt. Erst mit der Entwicklung vom Tanzstück zum Competition type Reel nimmt die Komplexität der Punktierung und der Verzierungen zu. Ein typisches Beispiel für einen traditionellen Reel, der zum Competition Reel wurde, ist „The Rejected Suitor“.

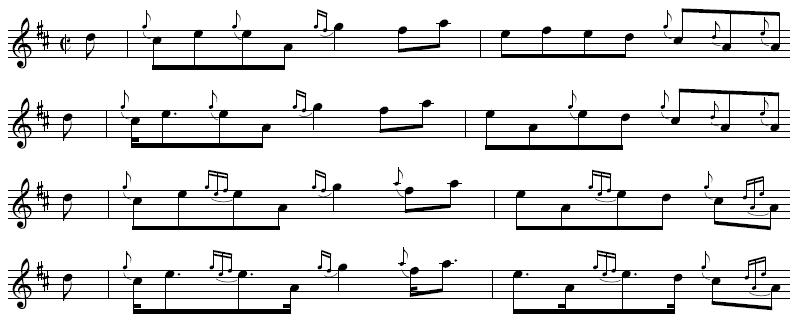
Der Anfang von The Rejected Suitor in vier Versionen. Zeile 1: arr. W. Gunn 1848 / Zeile 2: arr. D. Glen 1890 / Zeile 3: arr. W. Ross 1925 / Zeile 4: arr. W. Ross (Scots Guards’ Collection, 1954)

## Irland
Nach Irland kam der Reel in der zweiten Hälfte des 18. Jahrhunderts aus Schottland. Viele der heute in Irland gespielten Reels sind Übernahmen aus der schottischen Musik, und man findet oft verschiedene Varianten einer Melodie in verschiedenen Teilen Irlands. Daneben gibt es viele neue irische Kompositionen und auch Melodien aus anderen Traditionen, die als Reel übernommen wurden.
Während der Reel früher als reine Tanzmelodie diente, ging man im 18. Jahrhundert dazu über, die Stücke durch Synkopierungen, Taktverzögerungen und Verzierungen auch als Musikstück für Zuhörer interessanter zu gestalten. Nachdem der Reel im frühen 19. Jahrhundert bald den Jig als beliebtesten Tune in Irland ablöste, gewann er im 20. Jahrhundert weiter an Bedeutung. Ganz besonders gilt das für das Irish Folk Revival in den 1960er und 1970er Jahren. Die bis dahin übliche Klavierbegleitung wich zunehmend multiinstrumentalischen Arrangements für Bouzouki, Bodhrán, Concertina, Mandola und andere Instrumente. In seiner Schnelligkeit, Wildheit aber auch seinem lyrischen Ausdrucksvermögen hat der heutige Reel nur mehr wenig mit den vergleichsweise einfachen Ursprüngen gemeinsam.
In der Regel werden Reels leicht „punktiert“ gespielt, d. h. die 1. (3., 5., 7.) Achtelnote jedes Taktes ist etwas länger als die jeweils folgende. Das Verhältnis der aufeinander folgenden Achtelnoten liegt zwischen 50:50 und 60:40, je nach Tune, Instrument, Region und individuellem Geschmack des Musikers. Die Punktierung wird jedoch selten so stark, dass sie das Triolenfeeling einer Hornpipe (66:33) erreicht.
Ähnlich wie andere Volkstänze gliedert sich auch der Reel meist in eine AB- oder AABB-Struktur. Beide Teile A und B bestehen aus je acht Takten (oder vier Takten, die wiederholt werden) und lassen sich weiter in so genannte Phrasen von vier und zweimal zwei Takten unterteilen. Meistens wird der B-Teil in der oberen Oktave gespielt. Traditionell bestehen die meisten irischen Reels wie die schottischen aus zwei achttaktigen Teilen, also insgesamt 16 Takten; heute kommt es auch vor, dass die achttaktigen Abschnitte wiederholt werden. Üblicherweise wird die AABB-Struktur insgesamt zwei- bis dreimal wiederholt, bevor der nächste Tune beginnt. Die Zusammenstellung von mehreren Reels zu einem „Set“ ist allgemein üblich.
Ganz selten wird zwischen double reel und single reel unterschieden. Spricht man einfach vom Reel, dann ist praktisch immer der double reel gemeint. Der single reel enthält viel mehr Viertelnoten, während der double reel fast nur aus Achtelnoten besteht. Der single reel ähnelt im Rhythmus sehr der Polka und wird wie diese meist im 2/4-Takt notiert. Typische single reels sind z. B. „Ger the Rigger“, „Biddy Martin’s“ oder „Anything for John-Joe“.

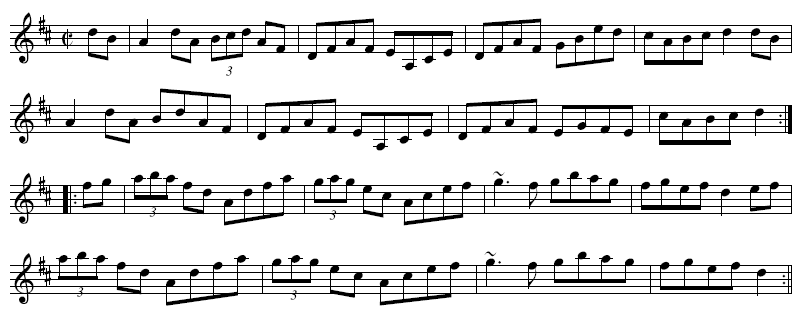
Bonnie Kate, Beispiel für einen klassischen Reel

Im Irish Dance werden sowohl Gruppen- (Set Dances und Céílí-Dances) als auch Solotänze zu Reels getanzt. Im Step Dance wird weiter zwischen Light Reels, die in Soft Shoes getanzt werden, und Treble Reels (auch Heavy Reels genannt) in Hard Shoes unterschieden.

## Nordamerika
Englische, irische und schottische Einwanderer brachten ihre Musik mit nach Amerika. Die Minstrel-Musik des 19. Jahrhunderts, als afroamerikanisch ausgegeben, war generisch rein europäische Fiddlemusik. Auch Old-Time Music und Bluegrass zeigen noch deutlich diese Ursprünge. Die Old-Time Music war in erster Linie Tanzmusik, zu der verschiedenste Tänze getanzt wurden und werden: Clogging oder Flat-footing, Square Dance und Contra Dance. Dabei ist der Reel der vorherrschende Rhythmus; die entsprechenden Melodien werden auch als Breakdown oder Hoedown bezeichnet. Die deutlichsten Unterschiede zum irischen Reel sind ein Backbeat, der oft von begleitenden Gitarren oder Banjos gespielt wird, und gelegentlich längere, synkopische Noten in der Fiddle-Melodie (s. Notenbeispiel).
Viele der Stücke gehen auf schottische und irische Reels zurück. Dazu gehören z. B. „Monymusk“ (von Daniel Dow 1776 veröffentlicht als „Sir Archibald Grant of Monemusk’s reel“) und „Miss McLeod’s Reel“ (ursprünglich „Mrs MacLeod of Raasay“, 1809 von Niel Gow veröffentlicht), der in Amerika auch unter Titeln wie „Uncle Joe“ oder „Hop High Ladies“ bekannt ist.
Auch in der Traditionellen Musik auf Cape Breton spielen Reels als Tanzmusik bis heute eine wichtige Rolle.

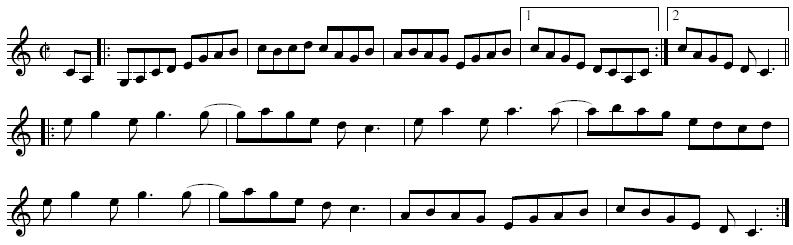
Billy in the Lowground (Breakdown, Bluegrass), verwandt mit dem irischen Reel „The Kerryman’s Daughter“ und dem schottischen „Braes of Auchentyre“. Die Melodie erschien zuerst in George P. Knauffs „Virginia Reels III“ (Baltimore, 1839)